# 行き止まりの世界に生まれて
『行き止まりの世界に生まれて』（Minding the Gap）は、ビン・リュー監督による2018年のドキュメンタリー映画である。イリノイ州ロックフォードで育ったスケートボード好きの3人の青年たちがとらえられる。サンダンス映画祭ブレイクスルー映画製作米国ドキュメンタリー部門特別審査員賞を受賞し、また第91回アカデミー賞長編ドキュメンタリー映画賞にノミネートされた。

## 公開
2018年サンダンス映画祭でプレミア上映され、ブレイクスルー映画製作米国ドキュメンタリー部門特別審査員賞を獲得した。2018年6月、Hullが配給権を獲得し、2018年8月17日に米国の一部劇場で封切られると同時にHuluでの配信が始まった。また2019年2月18日にPBSの番組『POV』の一部として放送された。

## 評価
『ニューヨーク・タイムズ』のA・O・スコットは「驚くべきデビュー作」、「21世紀のアメリカにおける人種、階級、成人男性についての豊かで破壊的なエッセイ」と評した。『ジ・アトランティック』のソフィ・ギルバートは「映画製作の並外れた偉業」と評した。『ザ・ニューヨーカー』のリチャード・ブロディはスケートボードのイメージは「映画の背景と文脈に過ぎない」と指摘した上で、「その本質は、国内のトラウマ、制度的な人種差別、経済的転落といったものは社会そのものであり、身近な親密さが広大な範囲と政治的深みのある映画を生み出している」と評した。Rotten Tomatoesでは107件の批評で支持率は100%、平均点は8.68/10となり、「『行き止まりの世界に生まれて』は10年以上に及ぶドキュメンタリー映像を使い、画面上の主題をはるかに超えて共鳴する若いアメリカ人の生活の感動的な絵を作り出している」とまとめられた。またMetacriticでは加重平均値は90/100と示された。元アメリカ合衆国大統領でイリノイ州民のバラク・オバマは2018年のお気に入りの1本に挙げた。

### 受賞とノミネート
| 映画祭・賞                           | 部門                        | 候補                           | 結果       |
| ------------------------------------ | --------------------------- | ------------------------------ | ---------- |
| インディペンデント・スピリット賞     | ドキュメンタリー作品賞      | 『行き止まりの世界に生まれて』 | ノミネート |
| インディペンデント・スピリット賞     | フィクションより真実賞      | 『行き止まりの世界に生まれて』 | ノミネート |
| ナショナル・ボード・オブ・レビュー賞 | ドキュメンタリー映画トップ5 | 『行き止まりの世界に生まれて』 | 受賞       |
| ピーボディ賞                         | ドキュメンタリー賞          | 『行き止まりの世界に生まれて』 | 受賞       |
| ニューヨーク映画批評家協会賞         | ノンフィクション映画賞      | 『行き止まりの世界に生まれて』 | 受賞       |
| アカデミー賞                         | 長編ドキュメンタリー映画賞  | ビン・リュー、ダイアン・クォン | ノミネート |